# Ландтаг Гессена
Ландта́г Гессена (нем. Hessischer Landtag) — парламент земли Гессен. Его задачи и его структура регулируют конституцию земли Гессен. Со времени своего первого собрания в декабре 1946 года ландтаг находится в бывшем городском дворце герцогов Нассау на Дворцовой площади в столице Гессена Висбадене.  110 членов ландтага избираются сроком на пять лет.

## Созыв 2018 года
Региональные выборы в Гессене прошли 28 октября 2018 года.
Они были следующими после выборов в Баварии, которые прошли двумя неделями ранее. Также как и в Баварии, партии входящие в Федеральное правительство, такие как партия ХДС канцлера Ангелы Меркель и СДПГ, в сумме потеряли более 20% голосов (ХДС -11.3%, СДПГ -10.9%), в то время как партнёр по коалиции ХДС в парламенте Гессена партия Зелёных и оппозиционная партия Альтернатива для Германии (АДГ) добились наибольшего роста по сравнению с выборами в 2013 году. АДГ получил (+9%) что немногим больше чем Зелёные (+8.7%). Небольшие партии тоже получили больше голосов. Явка же снизилась на 5.9% и составила 67.3%.
Несмотря на наибольшую потерю голосов, ХДС сохранил лидирующие позиции. Зелёные и СДПГ получили одинаковое количество мест, но Зелёные набрали на 66 голосов больше. АДГ, которые впервые участвовали в выборах в ландтаг Гессена в 2013 и не смогли пройти туда, в 2018 оказались единственной новой силой в данном региональном парламенте, вследствие чего стали 3 партией представленной во всех ландтагах Германии, вслед за ХДС/ХСС и СДПГ.